# Casa de la Panadería
La Casa de la Panadería è un palazzo a situato sul lato nord di Plaza Mayor a Madrid in Spagna. 

## Storia
La Casa de la Panadería fu eretta durante la costruzione di Plaza Mayor. Juan Gómez de Mora fu incaricato della sua costruzione, che fu completata nel 1619. Dopo il secondo incendio che coinvolse la piazza nel 1672, l'edificio fu ricostruito in diciassette mesi da Tomás Román, che incaricò i Pittori Claudio Coello e José Jiménez Donoso di decorare la facciata e l'interno dell'edificio. Dopo il terzo incendio che distrusse la piazza nel 1790, la Casa de la Panadería venne ricostruita da Juan de Villanueva. Da allora la Casa de la Panadería subì diverse ristrutturazioni e rifacimenti, in particolare quella realizzata da Joaquín María de la Vega nel 1880.

## Utilizzo
Dopo la sua costruzione, i piani inferiori ospitarono la panetteria principale della città. Dal 1732 in poi, fu utilizzato per accogliere gli uffici del Peso Real e il Fiel Contraste. Tra il 1745 e il 1774 fu usata come sede della Real Academia de Bellas Artes de San Fernando e dal 1774 al 1871 come sede della Real Academia de la Historia. Alla fine del XIX secolo, il consiglio comunale di Madrid acquisì l'edificio, convertendolo nella seconda Casa Consistorial de la Villa. Successivamente divenne sede della Biblioteca e degli Archivi Comunali. In seguito, ospitò vari uffici municipali e istituzionali come il Centro Cultural Mesonero Romanos. Oggi i suoi locali sono occupati dall'Ente per il turismo di Madrid e il piano terra ospita il Centro turistico di Madrid.